# Bahnhof Schongau
Der Bahnhof Schongau ist der Bahnhof der oberbayerischen Stadt Schongau. Im Durchgangsbahnhof trifft die Bahnstrecke Landsberg am Lech–Schongau auf die Strecke Schongau–Peißenberg. Außerdem war der Bahnhof Schongau Endpunkt einer heute stillgelegten Bahnstrecke aus Kaufbeuren. Der Bahnhof verfügt über zwei Bahnsteiggleise an einem Zwischenbahnsteig. Er wird täglich von ungefähr 20 Regionalverkehrszügen der Bayerischen Regiobahn (BRB) bedient.
Der Bahnhof Schongau wurde 1886 durch die Königlich Bayerischen Staatseisenbahnen als Endbahnhof der Strecke aus Landsberg am Lech in Betrieb genommen. Mit der Eröffnung der Strecke nach Peißenberg 1917 wurde der Bahnhof zum Durchgangsbahnhof, nach der Fertigstellung der Bahnstrecke aus Kaufbeuren 1923 zum Trennungsbahnhof. 1972 stellte die Deutsche Bundesbahn den Personenverkehr nach Kaufbeuren ein, im Güterverkehr war die Strecke bis Altenstadt noch bis 1992 befahrbar. Darauf folgte 1984 die Einstellung des Personenverkehrs von Landsberg nach Schongau. Von 1921 bis 1984 gab es in Schongau ein Bahnbetriebswerk mit einem zwölfständigen Ringlokschuppen.

## Lage

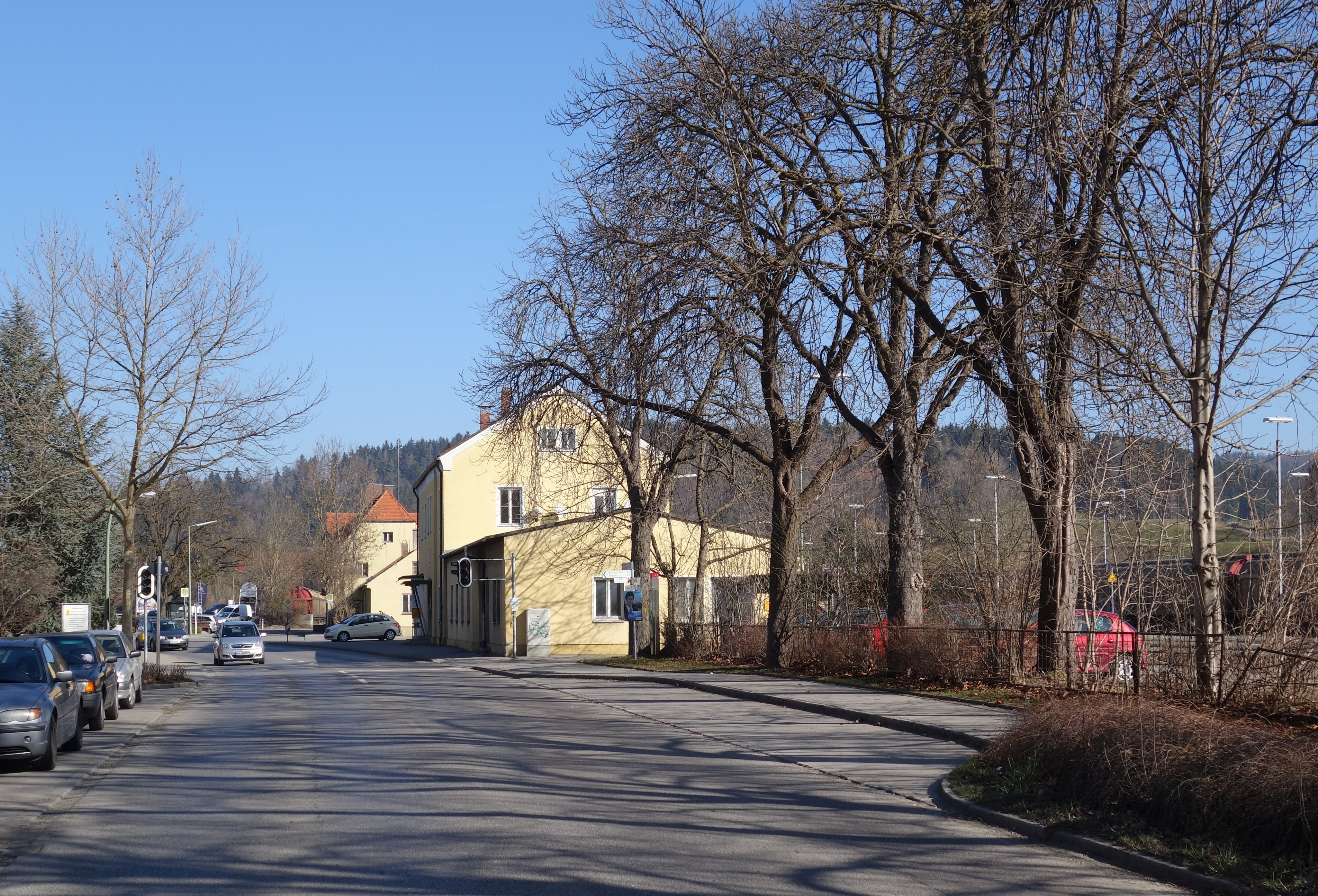
Bahnhofstraße (2014)

Der Bahnhof Schongau befindet sich östlich der Schongauer Innenstadt, etwa 250 Meter vom Stadtzentrum entfernt. Das Empfangsgebäude steht westlich der Gleise und hat die Adresse Bahnhofstraße 17. Das Bahnhofsareal wird westlich von der Bahnhofstraße und der Hermann-Ranz-Straße und östlich von der Perlachstraße und dem Helgolandweg begrenzt. Nördlich des Bahnhofs erstreckt sich ein Gewerbegebiet, östlich und westlich der Gleise liegen Wohngebiete. An der südlichen Bahnhofsausfahrt überqueren die Staatsstraße 2014 und die Bahnhofstraße mit Bahnübergängen das Streckengleis. Südlich des Bahnhofs führt die Strecke auf einer Brücke über den Lech.
Am Bahnhof Schongau trafen drei eingleisige nicht elektrifizierte Nebenbahnen aufeinander, von denen bis heute zwei in Betrieb sind. Auf der Bahnstrecke Landsberg am Lech–Schongau (VzG 5365), die als Fuchstalbahn bezeichnet wird, findet kein planmäßiger Personenverkehr mehr statt. Sie wird im Güterverkehr durch die Augsburger Localbahn bedient und für Sonderfahrten genutzt. Die Strecke von Schongau nach Peißenberg (VzG 5444), auch als Pfaffenwinkelbahn bezeichnet, wird im Regionalverkehr durch die Bayerische Regiobahn bedient. Die Bahnstrecke Kaufbeuren–Schongau (VzG 5443), die Sachsenrieder Bähnle genannt wurde, diente bis 1972 dem Regional- und Güterverkehr. Das letzte Teilstück von Schongau nach Altenstadt wurde noch bis 1992 im Güterverkehr befahren.
In Schongau treffen, beziehungsweise trafen, folgende Kursbuchstrecken aufeinander:
- 962[2]: Weilheim–Peißenberg–Schongau
- 966: Kaufbeuren–Schongau (bis 1972)
- 982: Landsberg (Lech)–Schongau (bis 1984)

## Geschichte

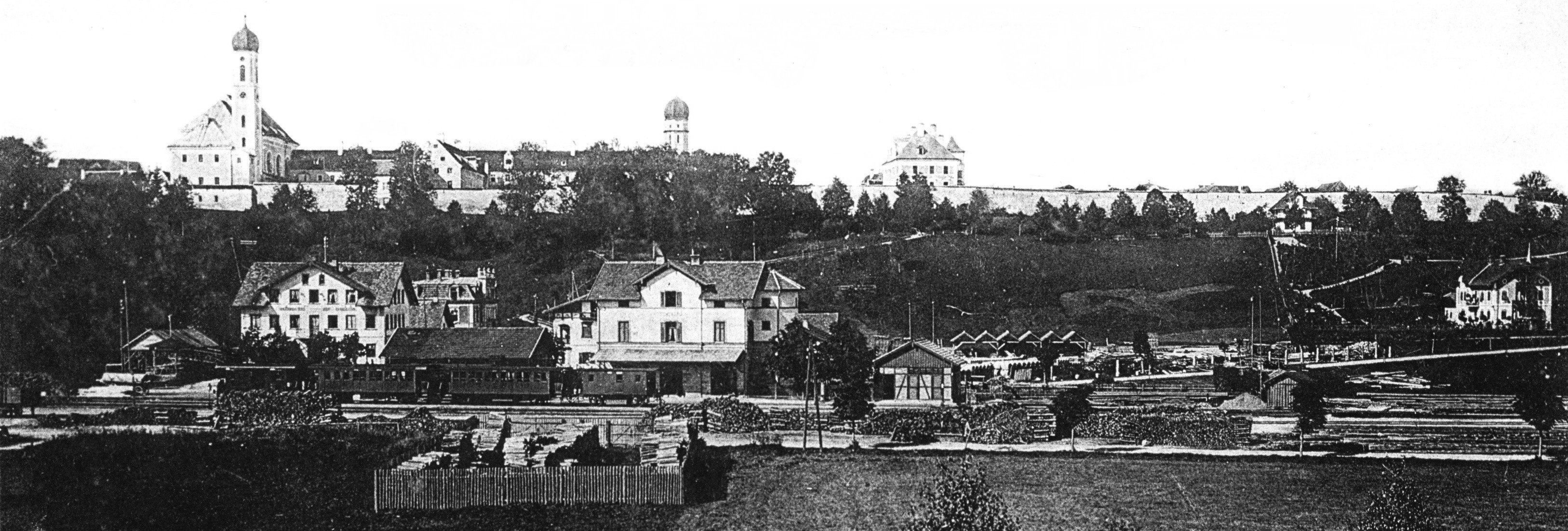
Schongau mit Bahnhof (um 1902)

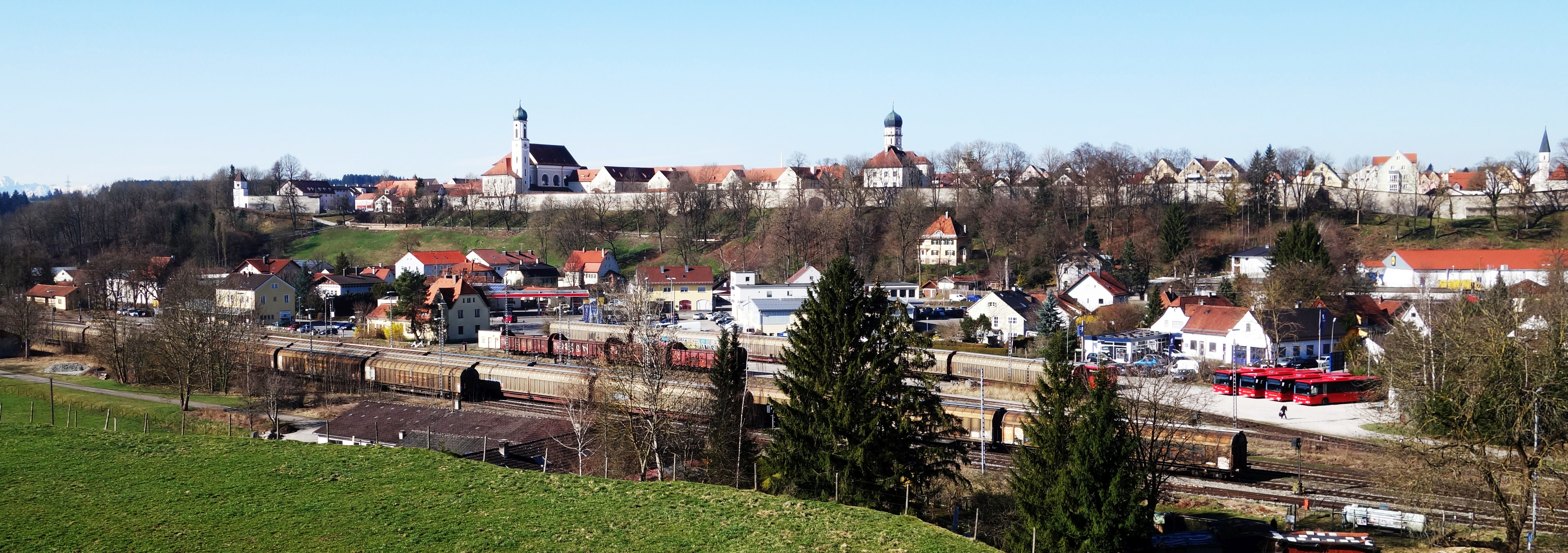
Schongau mit Bahnhof (2014)

### Errichtung (ab 1880)
Ab 1880 setzte sich die Stadt Schongau für eine Eisenbahnverbindung von Landsberg am Lech nach Schongau ein. Am 21. April 1884 beschloss die Bayerische Staatsregierung den Bau einer Lokalbahn auf dieser Strecke, die im Bahnhof Landsberg an die Bahnstrecke Kaufering–Landsberg am Lech anschließen sollte. 1885 begann der Bau der Strecke. Der Standort des Schongauer Bahnhofs war umstritten. Während die Stadt Schongau eine Lage nördlich der Stadt befürwortete, wollten die Königlich Bayerischen Verkehrsanstalten den Bahnhof östlich der Stadt am Lechanger errichten. Aufgrund der geringeren Kosten wurde die Lage am Lechanger beschlossen. Dafür musste eine neue Straße von der nördlichen Stadtausfahrt zum 40 Meter tiefer gelegenen Bahnhof angelegt werden. Der für den Bahnhof benötigte Grund wurde für 68.333 Mark erworben, wovon die Stadt Schongau 30.416 Mark trug. Für die Arbeiten am Bahnhof war das Eisenbausektionsamt Landsberg zuständig. Die erste Probefahrt von Landsberg nach Schongau fand am 25. September 1886 statt.
Am 16. November 1886 wurde der Bahnhof durch die Königlich Bayerischen Staatseisenbahnen als Endpunkt der Lokalbahn Landsberg–Schongau feierlich eröffnet. Am Bahnhof waren drei Hauptgleise mit zwei Schüttbahnsteigen vorhanden, im Süden befanden sich ein Güterschuppen mit Gleiswaage, im Norden ein weiteres Nebengebäude. Im südlichen Bahnhofsgelände war eine Lokomotivstation mit einem zweiständigen Lokschuppen untergebracht. Das dreistöckige Empfangsgebäude war zum Zeitpunkt der Eröffnung noch nicht fertiggestellt und wurde erst im April 1889 in Betrieb genommen. Gegenüber dem Empfangsgebäude entstand eine Bahnhofsrestauration.

### Nicht realisierte Planungen am Ende des 19. Jahrhunderts
Um 1891 wurde geplant, das südwestlich von Schongau gelegene Lechbruck über eine Verlängerung der Fuchstalbahn mit Schongau zu verbinden. Dieses Vorhaben kam jedoch nicht zur Ausführung, stattdessen wurde die Strecke Marktoberdorf–Lechbruck gebaut.

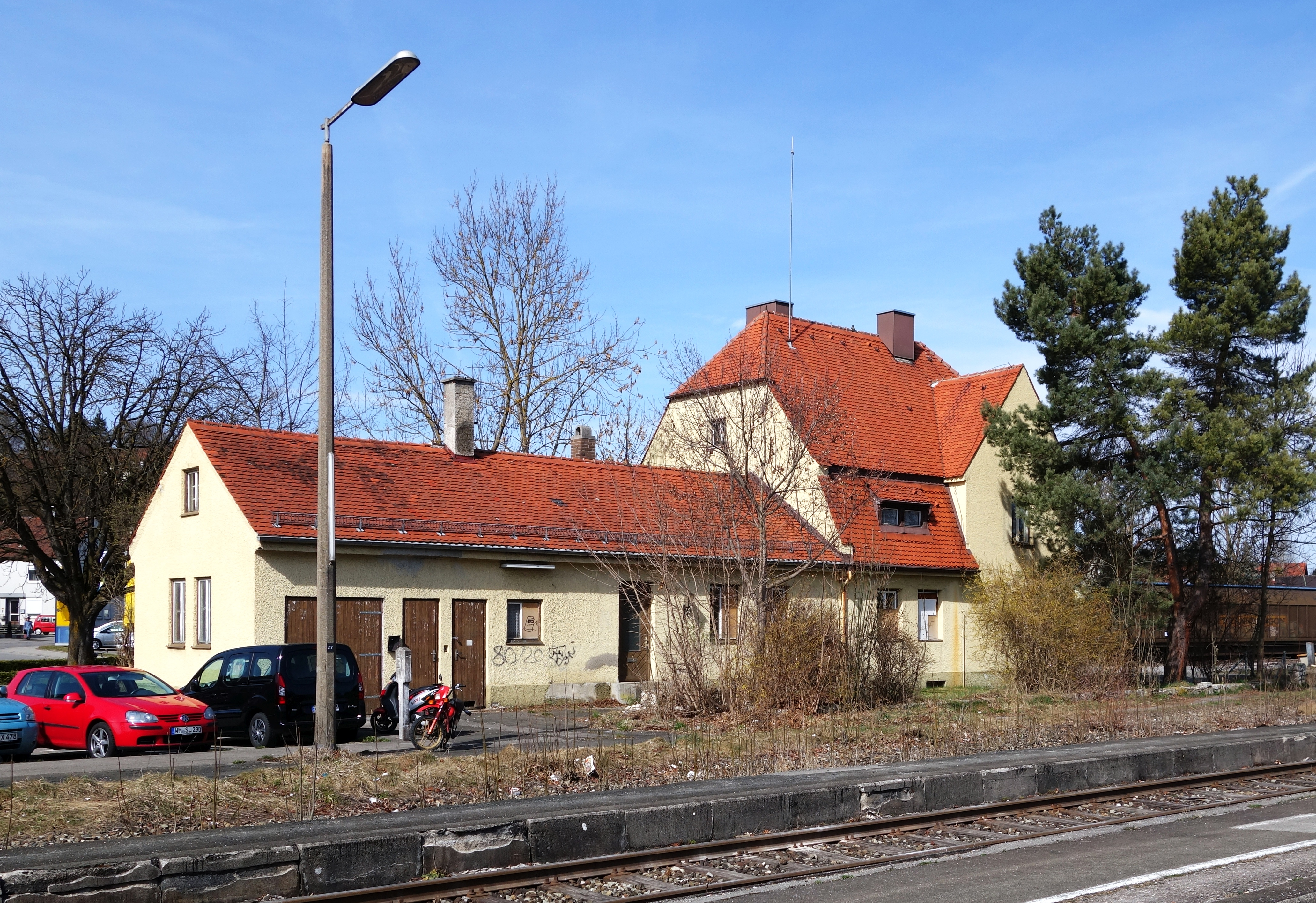
Gebäude der 1912–1977 betriebenen Bahnmeisterei von der Gleisseite (2014)

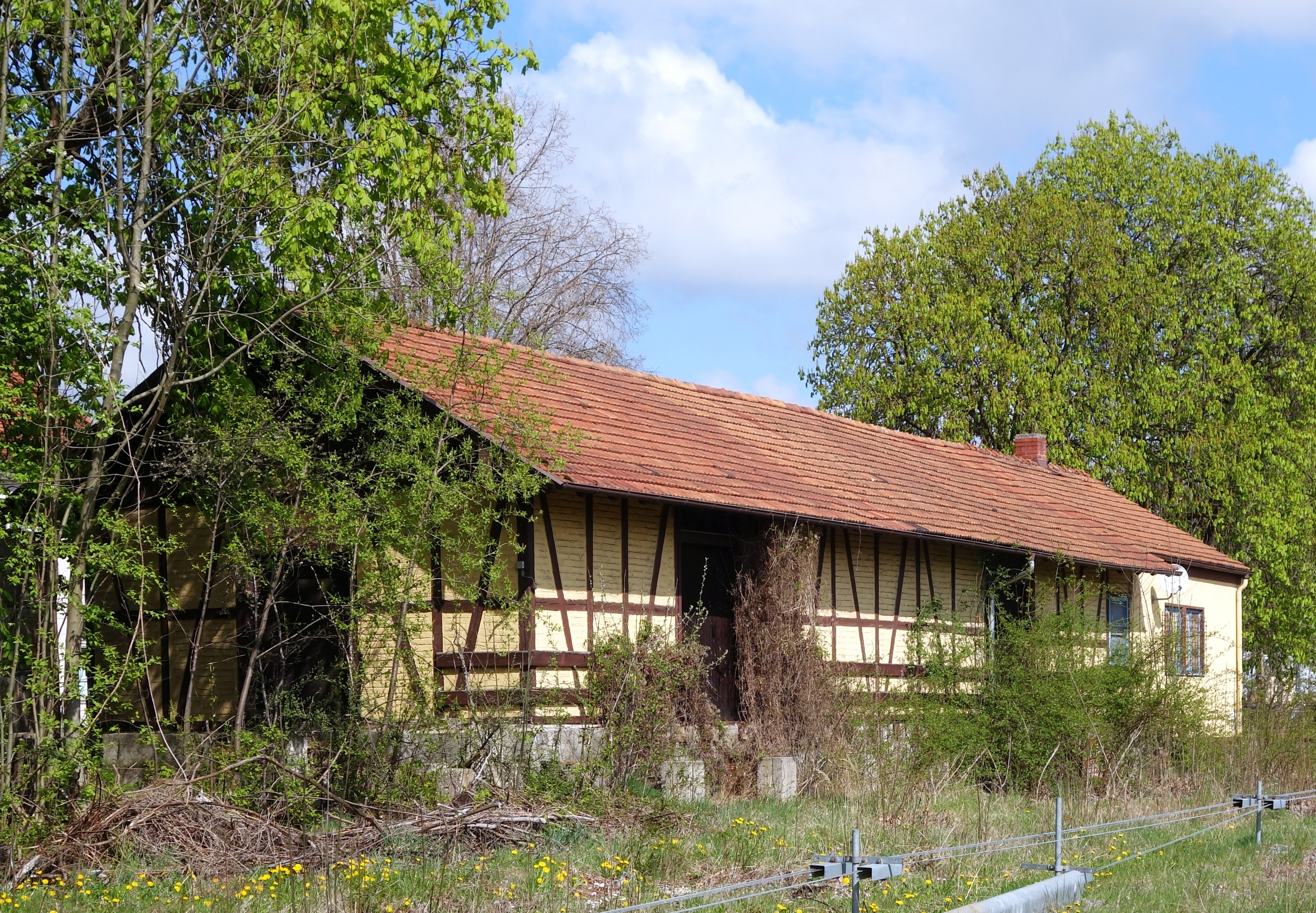
Ehemaliger Güterschuppen am aufgelassenen Gleis 1 (2014)

### Erste Hälfte des 20. Jahrhunderts
Am 14. Februar 1910 wurde der Bau einer Verbindungsstrecke zwischen der seit 1866 bestehenden Bahnstrecke von Weilheim nach Peißenberg und dem Bahnhof Schongau genehmigt. Noch im selben Jahr begannen südlich des Bahnhofs die Bauarbeiten für die Brücke über den Lech, die im Dezember 1912 vollendet wurde. Da die Bahnstrecke nach Peißenberg noch nicht fertiggestellt war, wurde die Brücke anfangs nur zur Anbindung des neuen Gleisanschlusses zur Papierfabrik Haindl (heute ein Werk der UPM-Kymmene) benutzt. Dadurch konnten nun Rohstoffe und Papier aus der Fabrik direkt über den Bahnhof Schongau und die Fuchstalbahn abtransportiert werden. 1912 wurde in Schongau eine Bahnmeisterei eingerichtet. Am 10. Januar 1917 wurde die Lokalbahn von Peißenberg über die Lechbrücke nach Schongau eröffnet, wodurch der Bahnhof Schongau zum Durchgangsbahnhof wurde. Da die Bedeutung des Bahnhofs mit der Eröffnung der neuen Strecke deutlich zunahm, erweiterten die Bayerischen Staatsbahnen die Gleisanlagen. Für die zusätzlichen Personenzüge aus Weilheim und Peißenberg errichteten sie einen dritten Bahnsteig. 1919 begannen die Bauarbeiten für eine bereits 1909 genehmigte Lokalbahn von Schongau durch den Sachsenrieder Forst zum Bahnhof Kaufbeuren an der Bahnstrecke Buchloe–Lindau. 1921 entstand nördlich des Bahnhofs ein Bahnbetriebswerk mit einem zwölfständigen Ringlokschuppen und einer Drehscheibe. Am 17. Februar 1923 eröffnete die Deutsche Reichsbahn die auch Sachsenrieder Bähnle genannte Strecke nach Kaufbeuren, wodurch der Bahnhof Schongau zum Trennungsbahnhof wurde. Die Gleisanlagen wurden dafür noch einmal erweitert.
Da Anfang der 1930er Jahre inzwischen 30 Weichen vorhanden waren, nahm die Deutsche Reichsbahn ein mechanisches Stellwerk in Betrieb.

### Zweite Hälfte des 20. Jahrhunderts

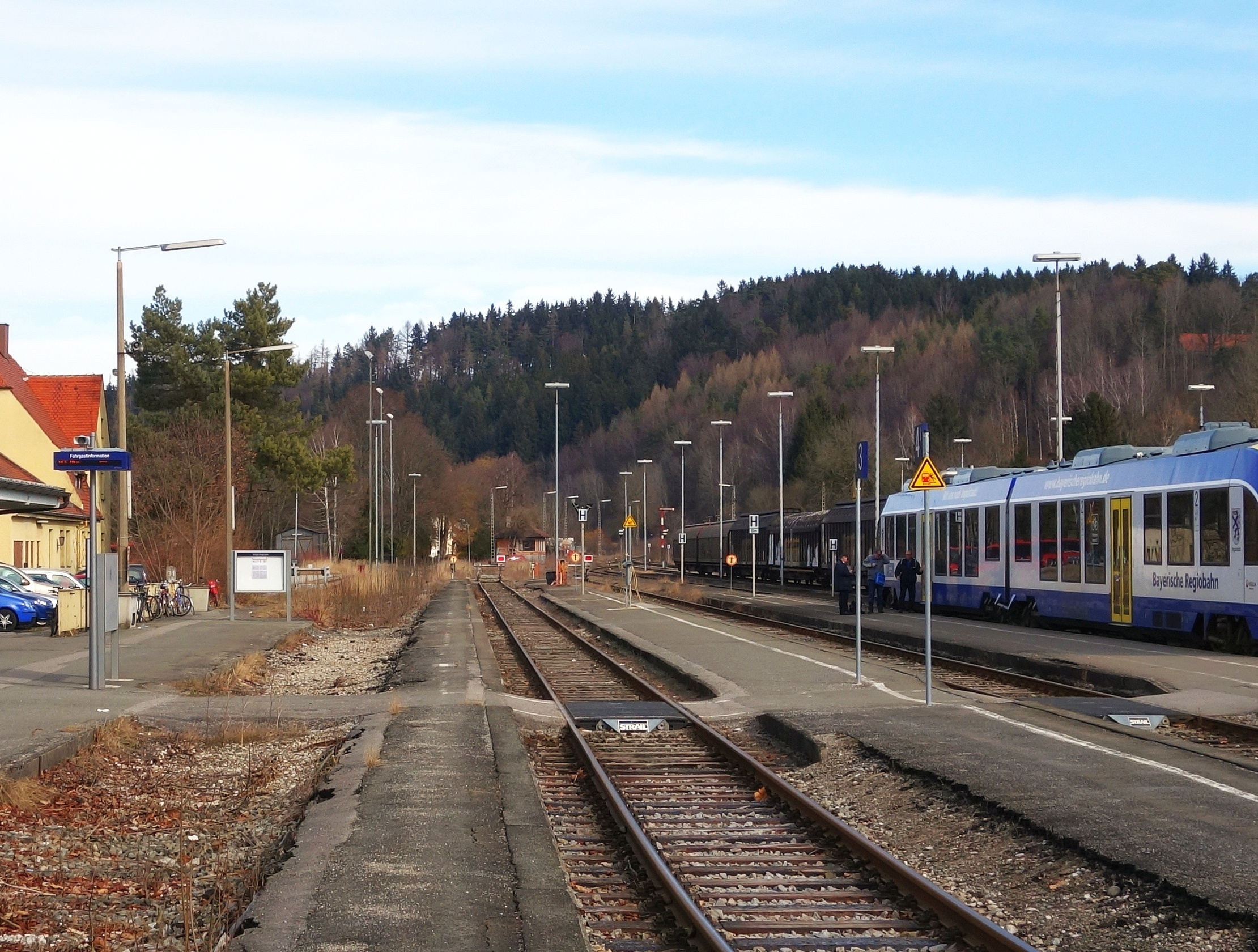
Zustand Februar 2014: Übergang über Gleis 1 (aufgelassen, verfüllt Mai 2015), 2, 3 und 4 (auf letzterem ein LINT 41) und dazwischen liegende Bahnsteige

Ende der 1950er Jahre wurden die Bahnsteige modernisiert. Von 1957 bis 1959 baute die Deutsche Bundesbahn das baufällige Empfangsgebäude grundlegend um und erweiterte es im Süden um einen Anbau mit Stellwerksvorbau. Wegen der großen Anzahl an Güter- und Personenzügen eröffnete die DB an der nördlichen Bahnhofsausfahrt 1959 ein zweites mechanisches Stellwerk.
Durch die Stilllegung des Bergwerks Peiting 1968 nahm der Güterverkehr in Schongau ab. Am 1. Oktober 1972 stellte die Deutsche Bundesbahn wegen sinkender Fahrgastzahlen den Personenverkehr zwischen Schongau und Kaufbeuren ein. Am 31. Dezember 1972 wurde auch der Güterverkehr zwischen Altenstadt und Kaufbeuren eingestellt und die Strecke stillgelegt. Es blieb nur ein geringfügiger Güterverkehr auf dem Abschnitt von Schongau nach Altenstadt übrig. Da dadurch die Rangiertätigkeiten im Bahnhof deutlich zurückging, wurde ein Teil der Güter- und Rangiergleise im östlichen Bahnhofsbereich zurückgebaut. 1977 wurde die seit 1912 bestehende Bahnmeisterei aufgelöst, die zuletzt auf der Strecke Landsberg–Schongau bis Denklingen und auf der Strecke Schongau–Peißenberg bis Hohenpeißenberg zuständig war. 1983 wurde (anlässlich eines Neubaus einer Straßenbrücke über die Strecke am Schongauer Krankenhausberg) das nördlich des Bahnhofs auf einer Länge von 1,5 Kilometern parallel zur Strecke aus Landsberg verlaufende Gleis nach Altenstadt zurückgebaut und stattdessen am Verzweigungspunkt der beiden Strecken mit einer neuen Weiche direkt in die Strecke Landsberg–Schongau eingeführt. 1984 stellte die Deutsche Bundesbahn auch zwischen Landsberg und Schongau den Personenverkehr ein. Seitdem findet auf der Strecke nur noch Güterverkehr statt. Das Schongauer Bahnbetriebswerk wurde nun nicht mehr benötigt und 1984 stillgelegt. In den Jahren 1992 und 1993 entstand im Empfangsgebäude ein neues Reisezentrum mit Fahrkartenschalter. 1998 wurde das Gebäude nochmals umgebaut, sodass danach  zwei Fahrkartenschalter vorhanden waren.

### 21. Jahrhundert
Der Güterschuppen ist mit Stand 2017 im Besitz der Stadt Schongau. Ende 2014 war der Abriss des Güterschuppens geplant, um die Grundfläche für Parkplätze zu nutzen. Dieses Vorhaben wurde nicht umgesetzt (Stand Ende 2022) und war in dem im April 2016 zur Diskussion gestellten Parkraumkonzept der Stadt Schongau auch nicht berücksichtigt, war jedoch mit Stand Dezember 2017 weiterhin in der Diskussion. Auch die Errichtung einer Grünanlage im Bereich des Güterschuppens wird erwogen. Im Januar 2018 wurde auf dem betroffenen Gelände der Baumbewuchs entfernt.

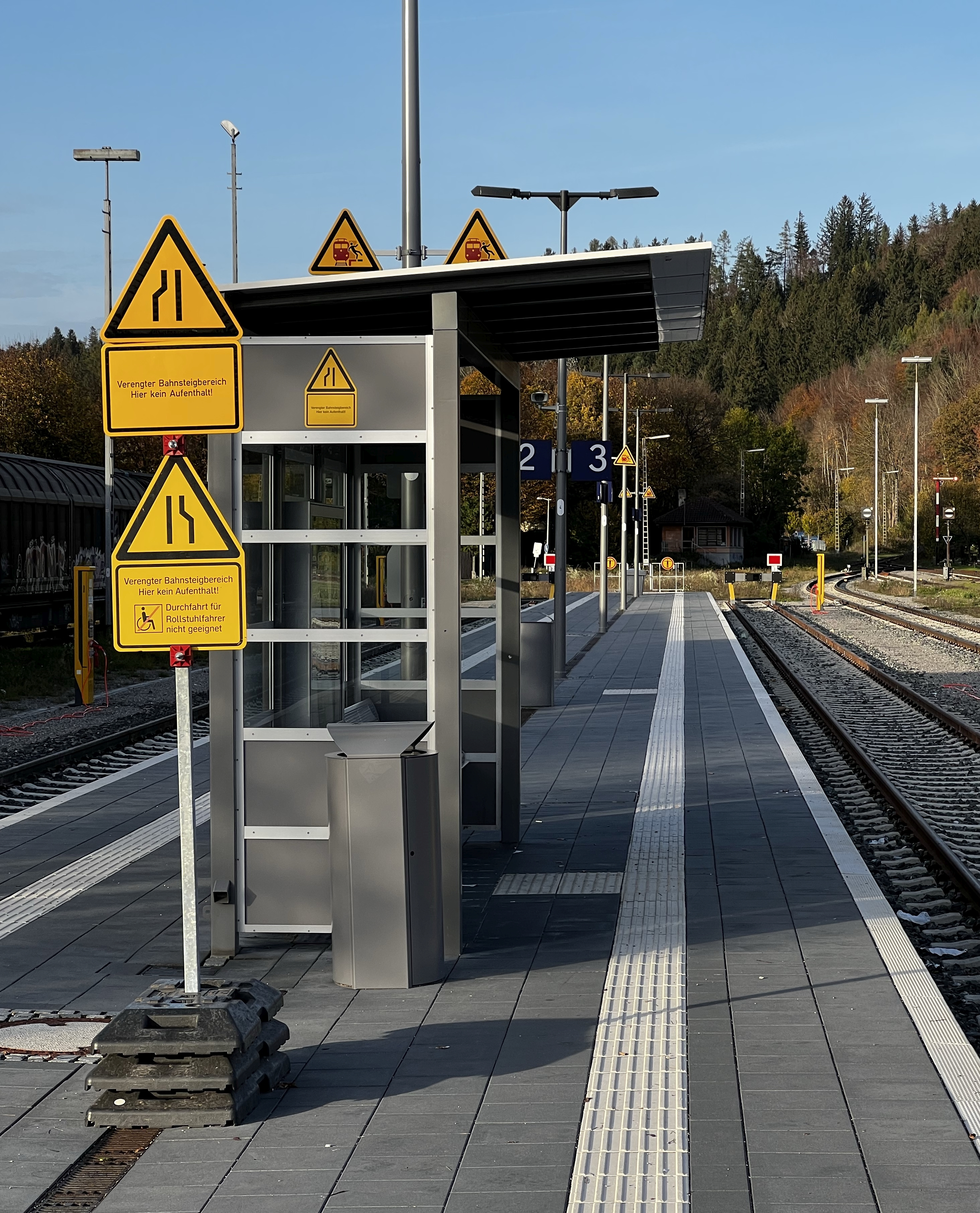
Warnschilder wegen zu großer Enge am 2020 neu errichteten Bahnsteig zwischen Gleis 2 und 3, Oktober 2022

Am 17. Mai 2016 nahm die Deutsche Bahn im Bahnhof Schongau ein Video-Reisezentrum in Betrieb, in dem die Fahrkarten über Automaten mit Video-Kontaktmöglichkeit zu einer beratenden Person an anderem Ort verkauft werden. Der Fahrkartenverkauf durch eine im Bahnhof anwesende Person im bisherigen Reisezentrum wurde zeitgleich eingestellt. Laut einem Zeitungsbericht vom Dezember 2022 sollen die Video-Reisezentren auf der Pfaffenwinkelbahn wieder abgebaut werden.
Anfang 2017 bekanntgewordene Planungen der Deutschen Bahn für einen barrierefreien Gleiszugang waren zunächst umstritten, jedoch wurde der Umbau in der Zeit von Juni bis September 2020 mit einem Aufwand von 3,2 Millionen Euro umgesetzt. Dabei wurde zwischen den Gleisen 2 und 3 ein neuer Bahnsteig errichtet, während der Bahnsteig am Gleis 4 entfiel und somit keine Zustiegsmöglichkeit für eventuelle Personenzüge auf der Fuchstalbahn Richtung Landsberg am Lech mehr besteht. Dabei wurde laut Zeitungsberichten vom Oktober 2022 der neue Bahnsteig um 10 cm zu schmal ausgeführt, sodass die errichteten Fahrkartenautomaten und Sitzgelegenheiten wieder abgebaut werden müssten. Ende Dezember 2022 waren diese noch zu sehen, allerdings weisen Warnschilder auf die zu große Enge hin.

## Aufbau

### Empfangsgebäude

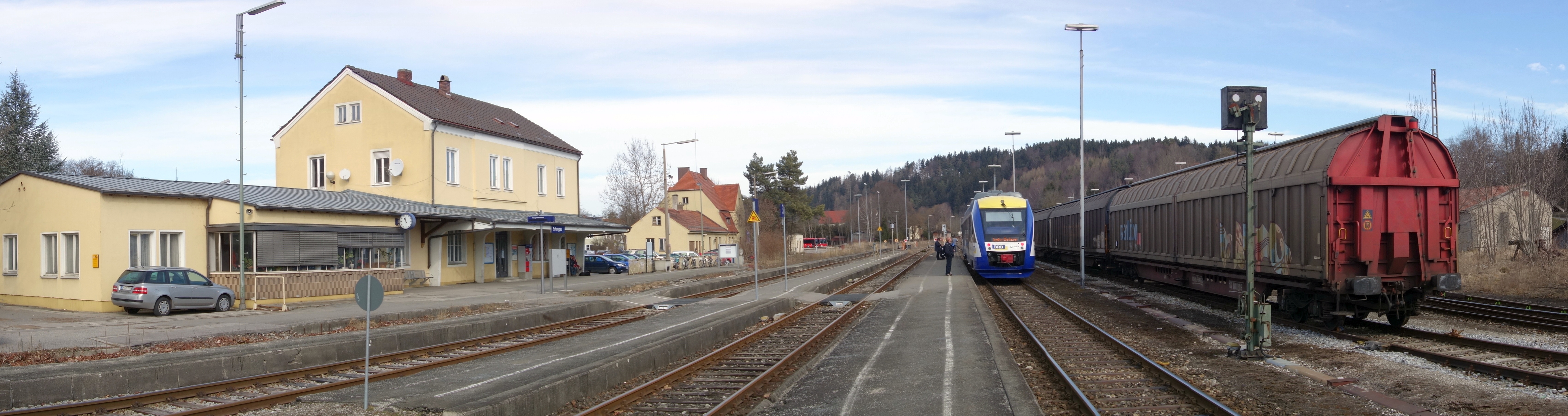
Blick über die Gleisanlagen nach Norden, mit LINT 41 auf Gleis 4 (2014)

Das erste Empfangsgebäude des Bahnhofs Schongau wurde im April 1889 eröffnet. Es war ein dreigeschossiger gemauerter Bau mit traufständigem Satteldach, das auf der Gleis- und Straßenseite jeweils mit einem einstöckigen Zwerchhaus versehen war. Auf der Nordseite war in einem halbrunden Anbau das Treppenhaus untergebracht. Im Erdgeschoss des Gebäudes befanden sich Diensträume, ein Warteraum für die dritte und einer für die erste und zweite Klasse, im ersten und zweiten Stock die Wohnungen für das Bahnpersonal. Auf der Gleisseite war auf ganzer Länge ein hölzernes Vordach angebracht. Anfang der 1930er Jahre erhielt das Empfangsgebäude auf der Südseite einen kleinen eingeschossigen Anbau. Das für das hohe Verkehrsaufkommen nicht mehr ausreichende Gebäude konnte aufgrund fehlender finanzieller Mittel jedoch nicht erneuert werden und wurde nur behelfsmäßig verändert.
1957 ersetzte die Deutsche Bundesbahn den bisherigen kleinen Anbau auf der Südseite durch einen langgestreckten Bau mit flachem Blechsatteldach, der mit Sozialräumen und einem Stellwerksvorbau ausgestattet war. 1959 wurde das baufällige und zu klein gewordene alte Hauptgebäude umfassend umgebaut und erweitert. Der halbrunde Treppenhausanbau auf der Nordseite wurde abgebrochen und das Gebäude in Richtung Norden verlängert. Die Zwerchhäuser wurden entfernt und das Gebäude mit einem durchgehenden ziegelgedeckten Satteldach versehen. Der eingeschossige Stellwerksanbau aus den 1930er Jahren blieb in seiner bisherigen Form erhalten. Das Gebäude enthielt neben Diensträumen im Erdgeschoss einen Warteraum mit Fahrkartenschalter. 1992 und 1993 wurde das Gebäude umgebaut und mit einem neuen Reisezentrum ausgestattet, das seit 1998 über zwei Fahrkartenschalter verfügt.
Das Gebäude war ab Januar 2008 im Besitz von Patron Capital, einer in London ansässigen Immobilieninvestorengruppe, die das Gebäude zusammen mit 131 anderen bayerischen Bahnhofsgebäuden von der Deutschen Bahn erworben hatte. Die Stadt Schongau bemühte sich um einen Erwerb des Gebäudes durch die Stadt selbst oder einen lokalen Investor, um es zusammen mit seinem Umfeld zu sanieren. Anfang Mai 2014 wurde es von der Bürgerbahnhof Oberland GmbH & Co. KG erworben, die das Gebäude nach dem Vorbild von Landsberg und Murnau zu einem Bürgerbahnhof umgestalten will.

### Bahnsteige und Gleisanlagen

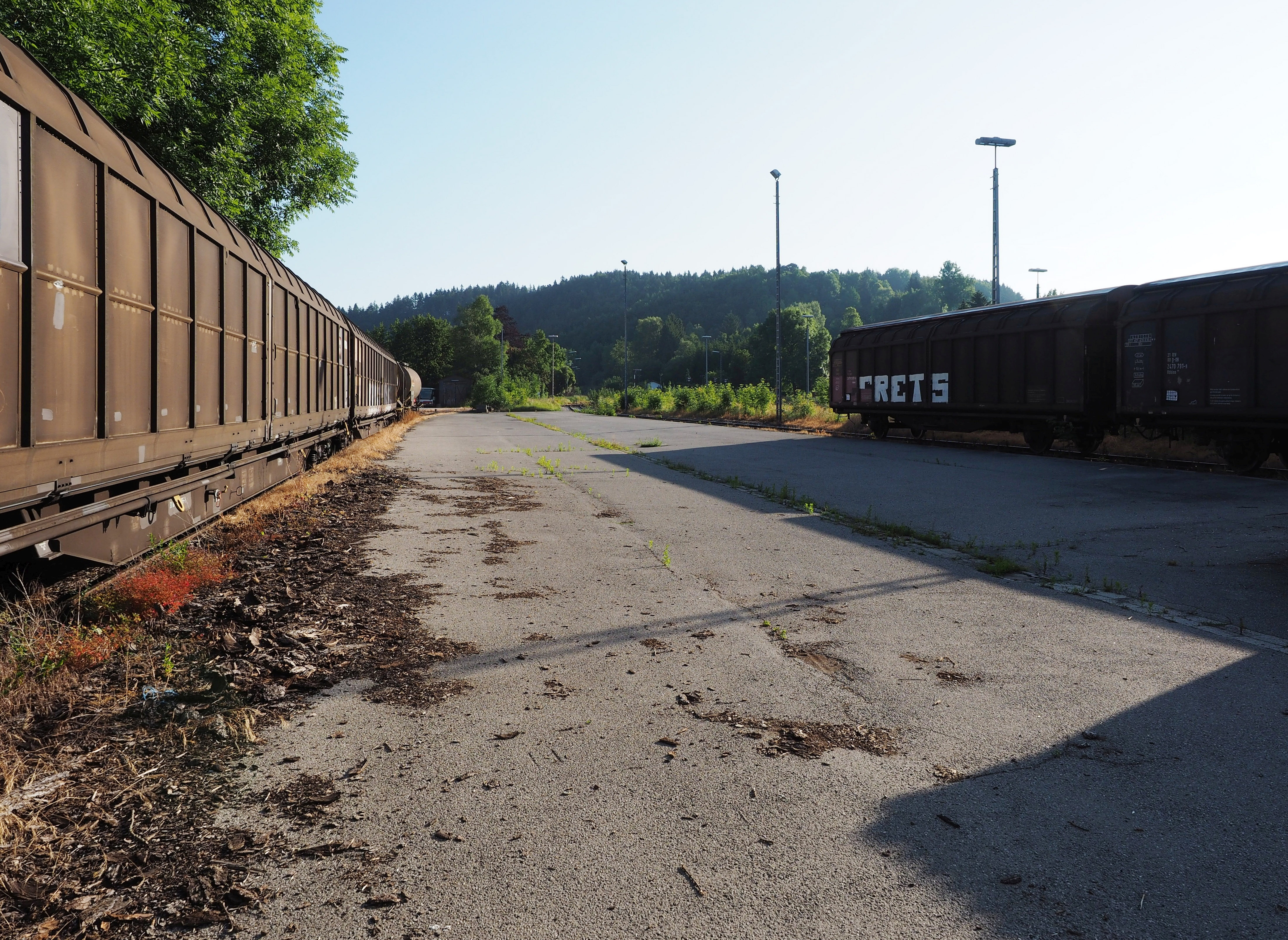
Ladestraße zwischen Gütergleisen nördlich des Empfangsgebäudes (2014)

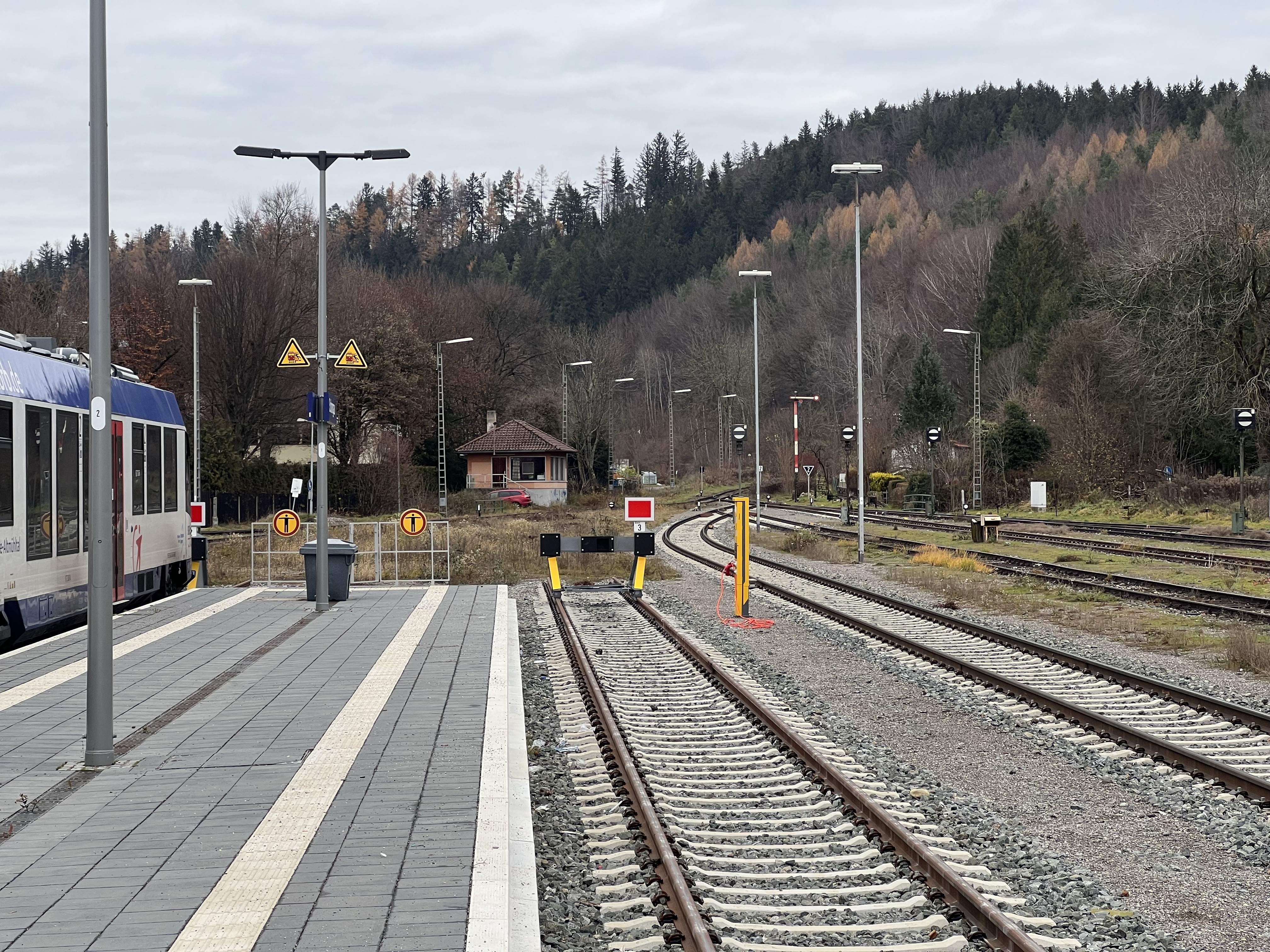
Bahnhofsausfahrt nach Norden (2022). Rechts (seit 2020 ohne Bahnsteiganschluss) die Ausfahrt Richtung Landsberg am Lech. Eine frühere Gleisführung lässt sich am Standort der Lichtmasten erkennen.

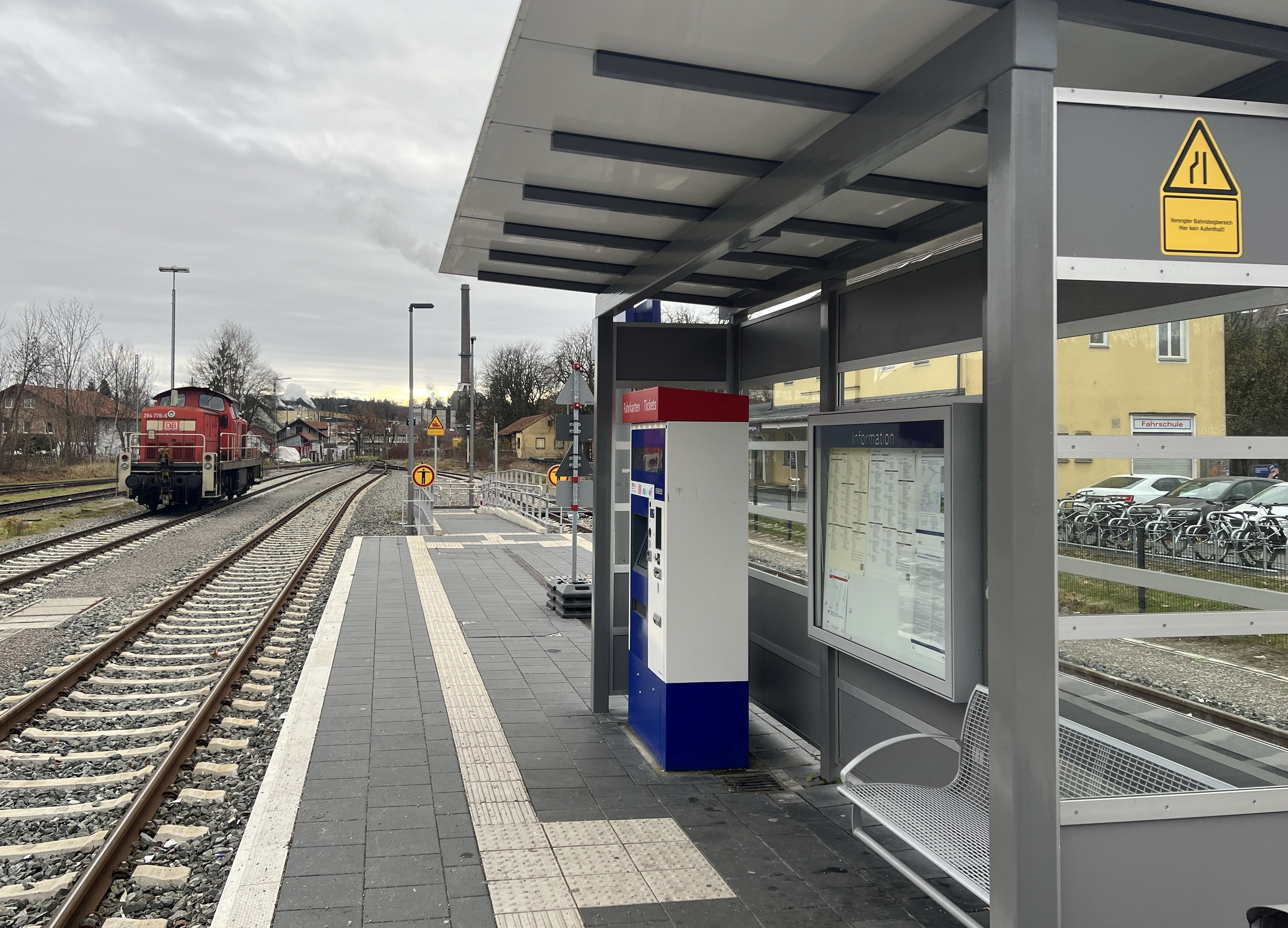
2020 errichteter Bahnsteig zwischen Gleis 2 und 3 mit dem möglicherweise abzubauenden Fahrkartenautomaten (2022)

Bei der Eröffnung gab es in Schongau drei Hauptgleise mit zwei Schüttbahnsteigen, die als Haus- und Zwischenbahnsteig ausgeführt waren. Daneben gab es im Norden und Süden jeweils ein Stumpfgleis zur Güterverladung, von denen das eine an der Laderampe lag. Zwei Stumpfgleise am südlichen Bahnhofskopf führten in den zweiständigen Lokschuppen der Lokstation. Der Bahnhof verfügte über insgesamt sieben Weichen. Für den zusätzlichen Verkehr auf der Strecke nach Peißenberg erweiterten die Bayerischen Staatsbahnen 1917 die Gleisanlagen und errichteten einen weiteren Zwischenbahnsteig. Im Norden des Bahnhofs wurden 1921 die Gleise zum neuen Bahnbetriebswerk angeschlossen und die Schuppengleise der bisherigen Lokstation demontiert. Für die 1923 in Betrieb genommene Strecke nach Kaufbeuren wurden die Gleisanlagen erneut vergrößert und ein dritter Zwischenbahnsteig errichtet, sodass nun vier Bahnsteiggleise vorhanden waren. Anfang der 1930er Jahre wurden im Bahnhof 30 Weichen betrieben. Ende der 1930er Jahre erneuerte und befestigte die Deutsche Reichsbahn die Bahnsteige, die bisher Schüttbahnsteige gewesen waren.
Die Gleisanlagen des Bahnhofs behielten bis Ende der 1960er Jahre ihre große Ausdehnung. 1962 existierten neben den vier Bahnsteiggleisen im östlichen Bahnhofsbereich vier weitere bahnsteiglose Hauptgleise und vier Stumpfgleise für den Güter- und Rangierverkehr. Südlich des Empfangsgebäudes waren zwei weitere Stumpfgleise am Güterschuppen vorhanden. Im nördlichen Bahnhofsbereich gab es westlich der Bahnsteige ein beidseitig und zwei einseitig aus Richtung Norden angebundene Ladegleise an der Ladestraße. Am Stellwerk I zweigte im nördlichen Bahnhofskopf das Gleis zum Betriebswerk ab. Durch den Rückgang des Güterverkehrs ab 1968 konnte ein Teil der Gütergleise in den Folgejahren stillgelegt werden. Seit den 1970er Jahren wurden ein Bahnsteiggleis, die beiden Gleise am Güterschuppen, die vier Stumpfgleise im östlichen Bahnhofsbereich und die Gleise des Bahnbetriebswerks sowie einige weitere Weichen stillgelegt und teilweise zurückgebaut.
Der Bahnhof Schongau verfügte bis 2020 über drei Bahnsteiggleise mit den Nummern 2, 3, und 4, die an zwei Zwischenbahnsteigen lagen, wobei das Gleis 3 an beiden dieser Bahnsteige lag. Die Gleisbettvertiefung des schon längere Zeit aufgelassenen Gleises 1 wurde im Mai 2015 verfüllt. Die vorderen beiden für den Personenverkehr genutzten Gleise 2 und 3 sind durch Stilllegung der nördlichen Weichen heute Stumpfgleise, die nur noch aus Richtung Weilheim befahrbar sind. Gleis 4 ist durchgehend und kann daher noch bei Sonderfahrten auf der Strecke Landsberg–Schongau genutzt werden. Für den Güterverkehr sind heute noch vier durchgehende Gleise vorhanden. Nördlich des Empfangsgebäudes befinden sich drei weitere Stumpfgleise, an die sich die Ladestraße anschließt. Die Bahnsteige waren über einen höhengleichen Übergang zu erreichen. 2020 wurde der Bahnsteig barrierefrei umgebaut. Der Bahnsteig zwischen Gleis 2 und 3 wurde mit einer Höhe von 55 cm neu errichtet. Der Zugang erfolgt über eine Rampe vom Kopfende her. Der Bahnsteig an Gleis 4 entfiel.
| Gleis | Nutzbare Länge bis 2020 | Bahnsteighöhe bis 2020 | Nutzbare Länge seit 2020 | Bahnsteighöhe seit 2020 | Aktuelle Nutzung                                       |
| ----- | ----------------------- | ---------------------- | ------------------------ | ----------------------- | ------------------------------------------------------ |
| 2     | 174 m                   | 24 cm                  | 174 m                    | 55 cm                   | keine planmäßige Nutzung                               |
| 3     | 164 m                   | 24 cm                  | 174 m                    | 55 cm                   | Regionalzüge in Richtung Weilheim, Mering und Augsburg |
| 4     | 178 m                   | 26 cm                  | –                        | –                       | –                                                      |

### Stellwerke und Signalanlagen

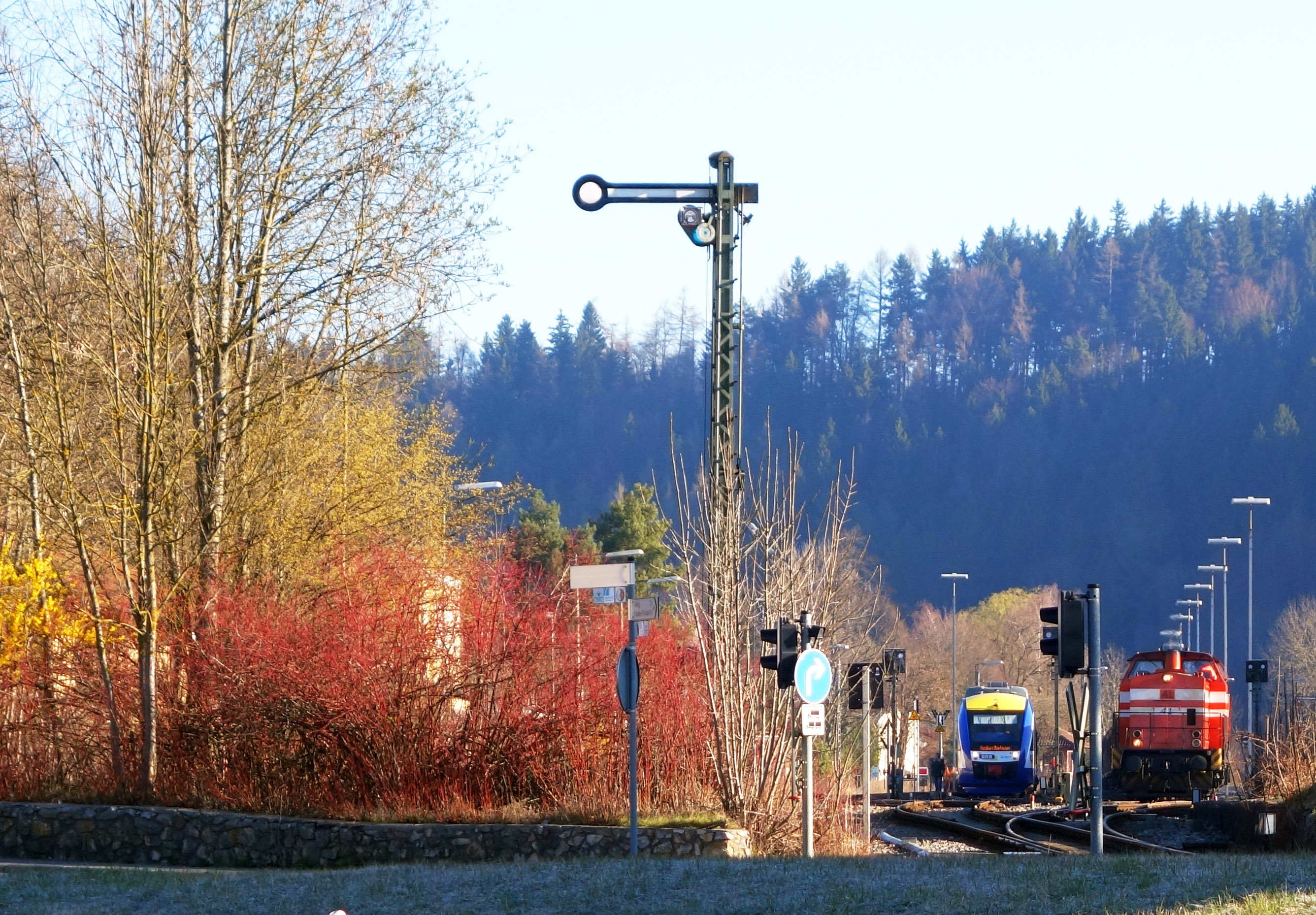
Gruppenausfahrsignal an der Südausfahrt, März 2014 (der gezeigte Baumbewuchs wurde im Januar 2018 größtenteils entfernt)

In den Anfangsjahren wurden die Weichen des Bahnhofs vor Ort durch Weichenwärter gestellt. Mit der zunehmenden Anzahl an Weichen und Signalen entstand Anfang der 1930er Jahre im neu errichteten Anbau des Empfangsgebäudes ein mechanisches Stellwerk der Einheitsbauart. 1959 nahm die Deutsche Bundesbahn am Nordkopf des Bahnhofs westlich der Gleise ein zweites mechanisches Stellwerk der Einheitsbauart in Betrieb, das in einem eingeschossigen Bau mit Walmdach untergebracht ist. Das bisherige Stellwerk wurde als Stellwerk II (Sf) zum Befehlsstellwerk, das für den südlichen Bahnhofsbereich zuständig ist. Das neue Stellwerk ist als Stellwerk I das Wärterstellwerk und steuert den nördlichen Bahnhofsbereich.
Der Bahnhof ist mit Formsignalen ausgestattet. An der Nord- und Südausfahrt des Bahnhofs befindet sich jeweils ein Gruppenausfahrsignal, die einzelnen Gleise sind lediglich mit Sperrsignalen gesichert. Es sind keine Einfahrvorsignale vorhanden.

### Bahnbetriebswerk
Bereits bei der Eröffnung 1886 wurde am Bahnhof Schongau südlich des Empfangsgebäudes eine Lokomotivstation eingerichtet, die dem Bahnbetriebswerk Kempten unterstellt war. Sie bestand aus einem zweiständigen Lokschuppen und einer Werkstatt. Die Lokstation war für die Versorgung der Dampflokomotiven der Gattungen D IV und D VI zuständig, die auf der Fuchstalbahn zum Einsatz kamen.
Mit der Eröffnung der Bahnstrecke Schongau–Peißenberg 1917 nahm die Bedeutung der Lokstation deutlich zu. Daher wurde die Lokstation 1920 zu einem eigenen Bahnbetriebswerk. 1921 gestaltete die Deutsche Reichsbahn das Betriebswerk vollständig um. Im nördlichen Bahnhofsbereich errichtete sie westlich der Gleisanlagen einen zwölfständigen Ringlokschuppen und eine dem Lokschuppen vorgelagerte Drehscheibe mit zehn Metern Durchmesser. Daneben entstanden ein Verwaltungs- und Sozialgebäude mit Übernachtungsräumen, eine Bekohlungsanlage und ein Werkstattgebäude. Die alten Anlagen der Lokstation wurden abgebrochen. Im Bahnbetriebswerk waren nur Tenderlokomotiven der Baureihe 98.4–5 beheimatet, sodass für die Schuppengleise eine Länge von zwölf Metern ausreichend war. Zur Unterbringung von längeren Lokomotiven wurden in den 1930er Jahren vier Schuppengleise verlängert und eine neue Drehscheibe mit 20,5 Metern Durchmesser eingebaut. Dadurch konnten auch die Baureihen 64 und 86 im Bw Schongau untergestellt werden. 1950 waren 18 Tenderlokomotiven der Baureihen 98.4–5 und 86 in Schongau stationiert und bis zu 140 Eisenbahner im Betriebswerk beschäftigt.
Ab den 1950er Jahren wurden die Dampflokomotiven auf den Strecken um Schongau zunehmend durch Uerdinger Schienenbusse und ab den 1960er Jahren durch Diesellokomotiven der Baureihe V 100 und Akkumulatortriebwagen der Baureihe ETA 150 ersetzt. Ab 1955 waren auch in Schongau Schienenbusse beheimatet. Daher entstanden ab Mitte der 1950er Jahre Kraftstofftanks und eine Tankstelle zur Versorgung von Dieselfahrzeugen sowie eine Ladestelle für Akkumulatortriebwagen. In den 1960er Jahren wurden Rangierdiesellokomotiven der Baureihen V 60 und Köf II in Schongau stationiert. Durch den Rückgang des Dampfbetriebs ging die Bedeutung des Bahnbetriebswerks zurück. Zum 1. Januar 1966 wurde es als eigenständige Dienststelle aufgelöst und zu einer Außenstelle des Bw Augsburg. Anfang 1975 gab es im Bw Schongau noch 32 Bahnmitarbeiter, die für kleinere Reparaturen und den Fahrdienst zuständig waren. 1984 legte die DB das Betriebswerk still. Ende der 1980er Jahre wurden die Gleise und Versorgungsanlagen demontiert und die Gebäude mit Ringlokschuppen und Drehscheibe 1997 abgebrochen.
Als Besonderheit begann im Bw Schongau ab den 1930er Jahren ein Gleisanschluss zur Lederfabrik Ranz. Das Anschlussgleis begann am Kohlewagengleis und führte zu einer Segmentdrehscheibe, die ein Kreissegment von etwa 90 Grad überstrich. Eine Rangierlokomotive beförderte den Güterwagen vom Betriebswerk auf die Segmentdrehscheibe, von wo er mit Muskelkraft zur Fabrik geschoben wurde. Bis in die 1960er Jahre wurde der Anschluss regelmäßig genutzt. 1971 wurden Fabrik und Gleisanschluss stillgelegt und die Segmentdrehscheibe Ende der 1980er Jahre demontiert.

## Verkehr

### Personenverkehr

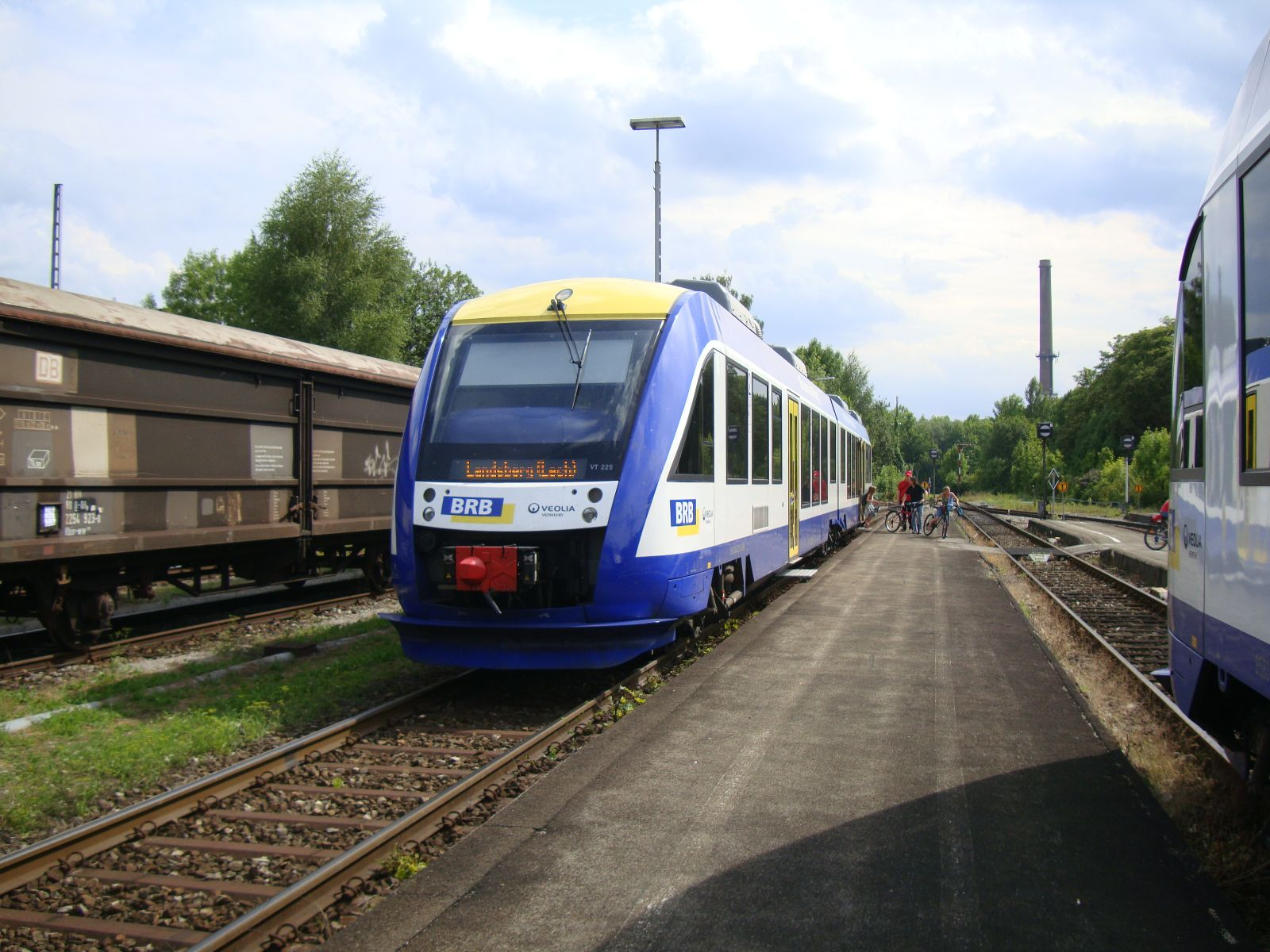
VT 225 der BRB anlässlich einer Sonderfahrt auf der Fuchstalbahn im Bahnhof Schongau (2009)

Ab 1886 war Schongau Endpunkt der Personenzüge aus Landsberg. Im Eröffnungsjahr fuhren täglich drei Züge von Landsberg nach Schongau, von denen zwei alle Stationen der Strecke bedienten, während der dritte als Expresszug zwischen Landsberg und Schongau ohne Zwischenhalt durchfuhr. Nach der Eröffnung der Strecke nach Peißenberg 1917 endeten fast alle Personenzüge aus Landsberg und Weilheim weiterhin in Schongau, sodass dort umgestiegen werden musste. 1923 wurde das Sachsenrieder Bähnle in Betrieb genommen, das im Personenverkehr besonders dem Ausflugsverkehr in den Sachsenrieder Forst diente. Ab 1923 wurden einige Personenzüge aus Weilheim über Schongau nach Sachsenried und Kaufbeuren durchgebunden, während die Züge aus Landsberg und Augsburg weiterhin in Schongau endeten. 1959 verkehrten werktags 20 Personenzüge von und nach Kaufbeuren, acht zwischen Schongau und Landsberg sowie 18 von und nach Weilheim. Die Deutsche Bundesbahn stellte am 1. Oktober 1972 den Personenverkehr nach Kaufbeuren und 1984 den Personenverkehr nach Landsberg ein. 1985 verkehrten zwischen Weilheim und Schongau werktags neun Nahverkehrszüge.
Im Personenverkehr wird heute nur noch die Bahnstrecke Schongau–Peißenberg befahren. Der Bahnhof Schongau wird seit dem 14. Dezember 2008 im Regionalverkehr von der privaten Bayerischen Regiobahn (BRB) – einer Tochtergesellschaft der Transdev GmbH – bedient. Die Züge der BRB fahren mit Dieseltriebwagen der Bauart LINT 41 im Stundentakt von Augsburg über die Ammerseebahn und die Pfaffenwinkelbahn nach Schongau.
| Linie       | Verlauf                                                                                                | Taktfrequenz |
| ----------- | --- | ------------ |
| RB 67 (BRB) | (Augsburg-Oberhausen – Augsburg Hbf – Mering – Geltendorf – Dießen –) Weilheim – Peißenberg – Schongau | Stundentakt  |

### Güterverkehr

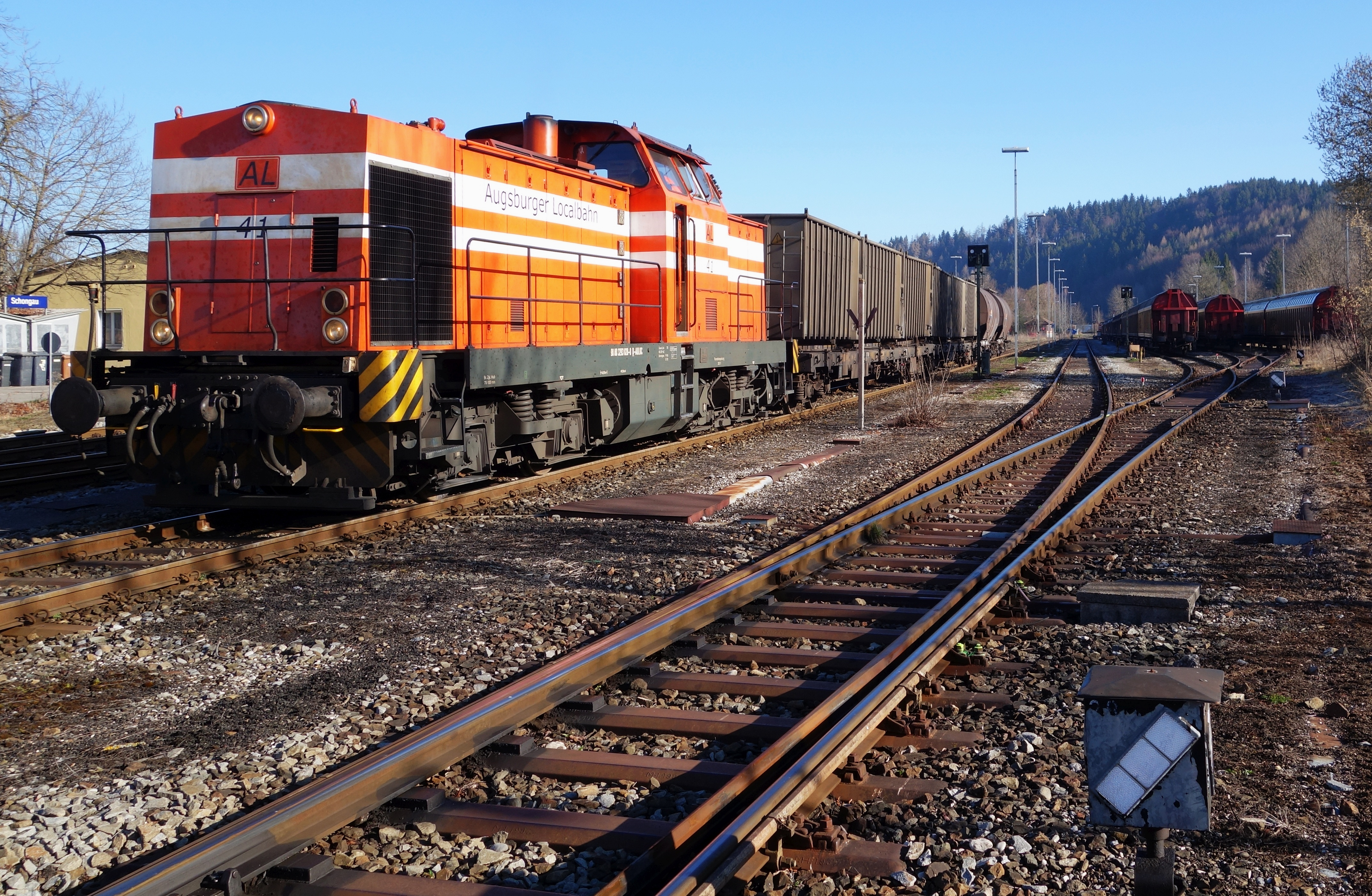
Güterzug der Augsburger Localbahn und abgestellte Güterwagen (2014)

Kurz nach der Eröffnung wurde 1889 südlich des Bahnhofs Schongau auf der anderen Lechseite eine Holzstofffabrik der Haindl Papier (heute ein Werk der UPM-Kymmene) eröffnet. Rohstoffe und Papier wurden mit Fuhrwerken zwischen Bahnhof und Fabrik transportiert, wodurch ein hohes Güteraufkommen am Bahnhof Schongau entstand. Nach der Fertigstellung der Brücke über den Lech erhielt die Papierfabrik 1912 einen eigenen Gleisanschluss. Dadurch konnte die Fabrik ihre Güter direkt in die Güterzüge in Richtung Landsberg und Augsburg verladen und die Fuhrwerke entfielen. Mit der Eröffnung der Strecke nach Peißenberg 1917 und der Strecke nach Kaufbeuren 1923 stieg der Güterverkehr in Schongau stark an. Es verkehrten am Bahnhof Schongau nun unter anderem Kohlezüge aus dem Bergwerk Peiting über Kaufbeuren ins Allgäu und über Landsberg nach Augsburg. Auf dem Sachsenrieder Bähnle fanden auch Holztransporte aus dem Sachsenrieder Forst nach Schongau statt.
Auch nach dem Zweiten Weltkrieg blieb das Güteraufkommen vorerst hoch. 1959 verkehrten werktags vier Güterzüge in und aus Richtung Kaufbeuren, vier von und nach Landsberg und zehn von und nach Peiting und Peißenberg. Die Stilllegung des Bergwerks Peiting 1968 führte zu einem starken Rückgang des Güterverkehrs. Am 31. Dezember 1972 stellte die DB den Güterverkehr auf der Kaufbeurener Strecke zwischen Altenstadt und Kaufbeuren ein. Es blieben nur einzelne Güterzüge zwischen Schongau und Altenstadt. Da keine Güterwagen aus Peiting mehr in Richtung Landsberg und Kaufbeuren umrangiert werden mussten, kam es auch zu einem deutlichen Rückgang der Rangiertätigkeiten. 1976 gab die Deutsche Bundesbahn den Stückgutverkehr und in den 1980er Jahren den Wagenladungsverkehr in Schongau auf. 1992 wurden die letzten Güterzüge zwischen Schongau und Altenstadt eingestellt.
Heute wird in Schongau nur noch der Gleisanschluss zur Papierfabrik der UPM-Kymmene planmäßig bedient. Mehrmals in der Woche verkehrt ein Güterzug der Augsburger Localbahn von Schongau über Landsberg und den Bahnhof Kaufering, wo die Wagen teilweise an DB Cargo übergeben werden, nach Augsburg. Auf der Bahnstrecke Schongau–Peißenberg gibt es derzeit keinen Güterverkehr mehr. Der letzte von Schongau aus bediente Gleisanschluss an der Strecke zum Gewerbegebiet Peiting wurde 2005 stillgelegt. Zuvor gab es Übergabefahrten der Augsburger Localbahn von Schongau nach Peiting. Bei Streckensperrungen zwischen Landsberg und Schongau kann die Strecke über Peißenberg nach Weilheim zusammen mit der Ammerseebahn als Umleitungsstrecke dienen.